# Софта, Иван
Иван Софта (хорв. Ivan Softa; 31 июля 1906 Широки Брийег, ныне Босния и Герцеговина — 1945) — хорватский писатель.